# Криница (водохранилище)
Крини́ца — водохранилище северо-западнее Минска. Построено в 1976 году по проекту Минскпроекта. Расположено в 2 км от города Минск на реке Свислочь. Входит в состав Вилейско-Минской водной системы.

## Параметры
Водохранилище русловое, суточного регулирования. По проекту предназначалось для водоснабжения предприятий Минска, рекреации. Площадь зеркала — 0,96 км². Длина — 3,2 км, наибольшая ширина — 0,7 км, средняя — 0,35 км, наибольшая глубина — 5,2 м, средняя — 2,6 м. Объём: полный — 3 млн.м³, полезный — 0,3 млн м³. Площадь водосбора — 610 км², расстояние от устья — 276 км. Рельеф водосбора среднехолмистый, распаханность 34 %, залесенность 34 %.
Средний годовой сток за многолетний период в створе гидроузла — 129,8 млн м³, за половодье — 46,5 млн м³. Питание смешанное, с преобладанием снегового.
Состав сооружений гидроузла: плотина, водосброс, водовыпуск. Плотина земляная, однородная, длиной 200 м. Водосброс автоматический, в виде многоступенчатого перепада шириной 6 м, обеспечивающего пропуск расхода 90 м³/с.
На берегу расположены ЧУП «Санаторий Криница» на 380 мест, санаторий «Пролеска» на 200 мест, детский реабилитационно-оздоровительный центр «Ждановичи» на 300 мест.
Водохранилище эксплуатирует КУПП «Минскводоканал».